# 歐洲鱸
歐洲鱸（學名：Dicentrarchus labrax），或稱挪威舌齒鱸，是舌齒鱸屬下的一種魚類，在淡水和鹹水中都可以存活，是歐洲重要的經濟魚類之一。廣泛分佈與大西洋東部、地中海和黑海以及歐洲的湖泊河流中。

## 描述

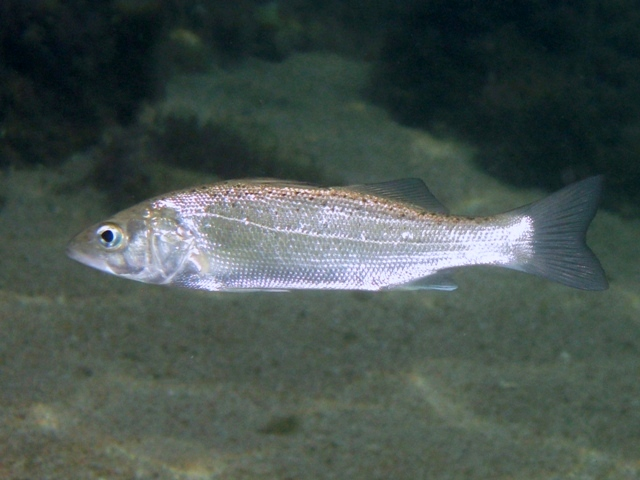
幼年個體

其體側呈銀色，腹部為白色。幼魚身上有黑色斑點，此時容易與斑點舌齒鱸產生混淆。與鰓蓋有鋸齒和刺。其長度可達1（3英尺3英寸），重15（33英磅）。

## 經濟價值
2000年至2009年，野生歐洲鱸的捕撈並不甚嚴重。大部分捕撈區都在大西洋中。地中海地區，意大利一般是最大的歐洲鱸捕撈國，但2010年代初開始被埃及超過。在英國和愛爾蘭，歐洲鱸的數量還是受到了商業捕撈的影響，為此兩國都出臺了相應的保護措施。
除去野生的歐洲鱸之外，歐洲也有許多國家大規模養殖歐洲鱸。在1960年代大規模養殖技術普及之前，一般地點選在沿海的潟湖或水庫中。希臘、土耳其、意大利、西班牙、克羅地亞和埃及是歐洲鱸養殖的大國。其年產量在2010年為12萬噸。